# روبرتو ريفيرا
روبرتو ريفيرا (بالإسبانية: Roberto Rivera)‏ (29 سبتمبر 1980 بغوادالاخارا في المكسيك - ) هو لاعب كرة قدم مكسيكي في مركز الدفاع. لعب مع نادي غوادالاخارا ودورادوس سينالوا.

## وصلات خارجية
- روبرتو ريفيرا على موقع قاعدة بيانات كرة القدم.إي يو (الإنجليزية)